# Lophobela sinuosa
Lophobela sinuosa är en fjärilsart som beskrevs av Turner 1917. Lophobela sinuosa ingår i släktet Lophobela och familjen plattmalar. Inga underarter finns listade i Catalogue of Life.